# Liliane Marchais
Liliane Marchais (24 de agosto de 1935 - 9 de abril de 2020) foi uma ativista comunista francesa. Aos 15 anos, ela ingressou no Mouvement Jeunes Communistes de France e no Partido Comunista Francês e na Confederação Geral do Trabalho um ano depois, em 1952.